# Río seco (película)
Río seco es una película colombiana de 2019 dirigida y escrita por Pedro Hernández A. y protagonizada por Santiago Londoño, Jefferson Quiñones y María Cristina Restrepo. Ha participado en importantes eventos nacionales e internacionales como el Festival de Cine de Guadalajara, el Festival Iberoamericano de Cine de Huelva, el Festival Internacional del Nuevo Cine Latinoamericano de La Habana y el Festival de Cine de Cartagena. La película fue grabada en locaciones del Desierto de la Tatacoa, en el departamento del Huila.

## Sinopsis
Al lado de una desierta y árida carretera colombiana, Raúl y Alirio conviven trabajando en un montallantas acompañados de un perro criollo llamado Capitán. Cierto día, aparece en sus vidas una mujer llamada Carmen, que se encarga de romper el frágil equilibrio entre ambos hombres.

## Reparto
- María Cristina Restrepo es Cármen.
- Santiago Londoño es Alirio.
- Jefferson Quiñones es Raúl.